# Jozef Petrovič
Jozef Petrovič (* 21. srpna 1948) je bývalý slovenský fotbalista, útočník, reprezentant Československa.

## Fotbalová kariéra
Za československou reprezentaci odehrál roku 1970 jedno utkání (přátelský zápas s Polskem). V lize odehrál 94 utkání a dal 13 gólů. Hrál za Slavii Praha (1967–1968, 1970–1971), Duklu Banská Bystrica (1968–1969) a Inter Bratislava (1971–1974). V létě 1974 odešel do LB Zvolen.

## Ligová bilance
| Ročník                                     | Zápasy | Góly | Klub                  |
| ------------------------------------------ | ------ | ---- | --------------------- |
| 1. československá fotbalová liga 1967/1968 | 11     | 3    | Slavia Praha          |
| 1. československá fotbalová liga 1968/1969 | 25     | 4    | Dukla Banská Bystrica |
| 2. československá fotbalová liga 1969/1970 | -      | -    | Dukla Banská Bystrica |
| 1. československá fotbalová liga 1970/1971 | 26     | 2    | Slavia Praha          |
| 1. československá fotbalová liga 1971/1972 | 24     | 4    | Inter Bratislava      |
| 2. československá fotbalová liga 1972/1973 | -      | -    | Inter Bratislava      |
| 1. československá fotbalová liga 1973/1974 | 8      | 0    | Inter Bratislava      |
| CELKEM 1. liga                             | 94     | 13   |                       |